# شهرستان لی (هونان)
شهرستان لی (به انگلیسی: Li County) یک شهرستان در چین است که در چانگدی واقع شده‌است.